# Авелліно (провінція)
Провінція Авелліно (італ. Provincia di Avellino) — провінція в Італії, у регіоні Кампанія.
Площа провінції — 2 792 км², населення — 437 284 осіб.
Столицею провінції є місто Авелліно.

## Географія

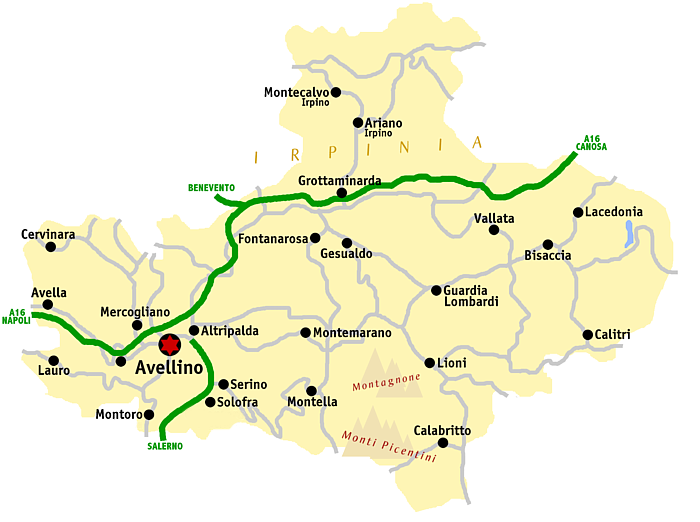
Мапа провінції

Межує на північному заході з провінцією Беневенто, на північному сході з Апулією (провінцією Фоджа), на південному сході з Базилікатою (провінцією Потенца), на півдні з провінцією Салерно, на заході з провінцією Неаполь.

## Основні муніципалітети
Найбільші за кількістю мешканців муніципалітети (ISTAT):
- Авелліно — 57.068 осіб
- Аріано-Ірпіно — 23.227 осіб
- Меркольяно — 12.405 осіб
- Солофра — 12.144 осіб
- Монтефорте-Ірпіно — 11.374 осіб
- Атріпалда — 11.206 осіб
- Монторо-Інферіоре −10.354 осіб
- Червінара — 10.123 осіб